# Siegburg
Siegburg è il capoluogo del circondario del Reno-Sieg, in Germania. Situata sulla riva dei fiumi Sieg e Agger, è posta a 10 chilometri da Bonn e a 26 chilometri da Colonia.  Degna di nota l'Abbazia di Michaelsberg.

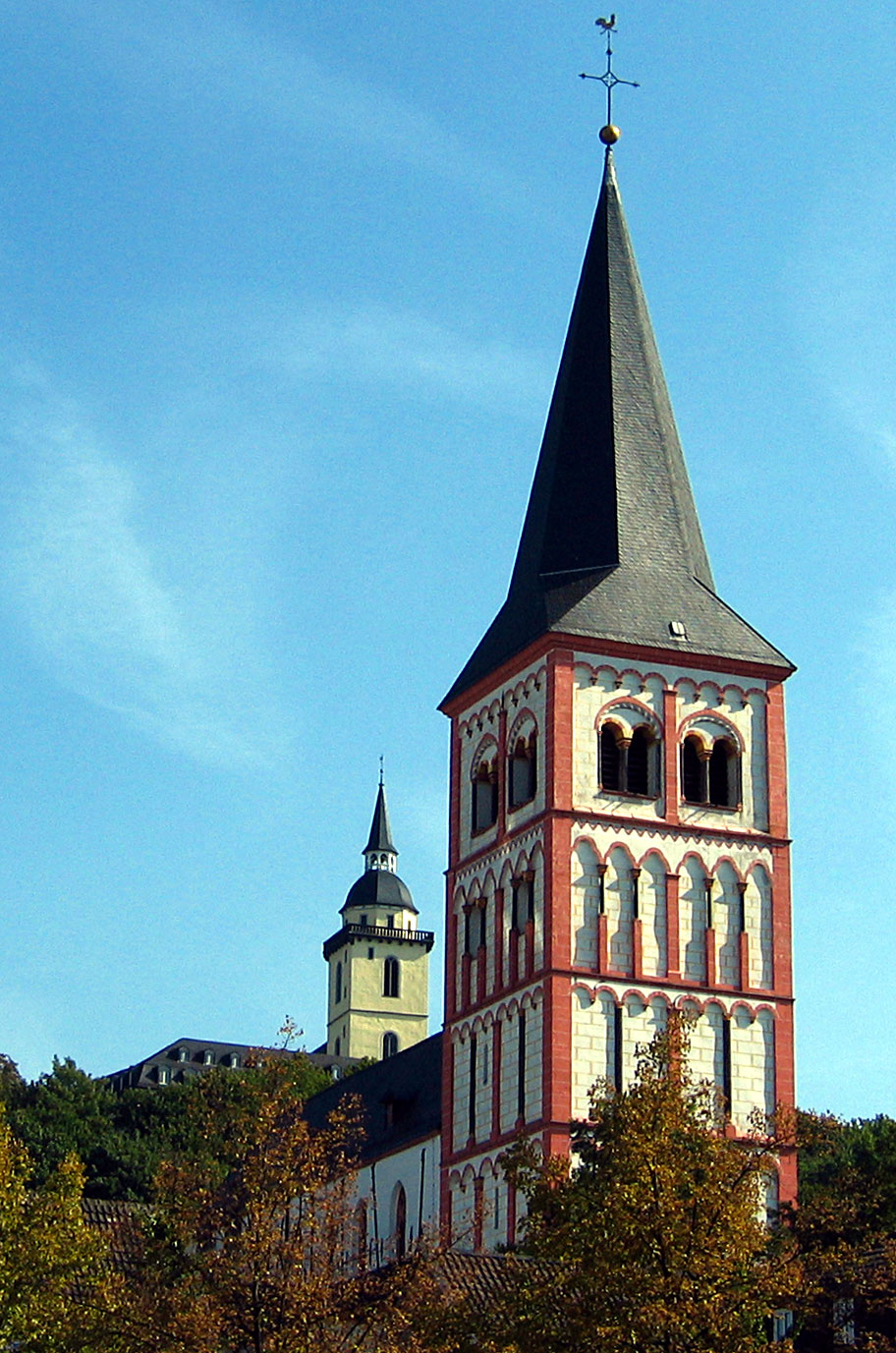
Chiesa di Servatius e Abbazia di Michaelsberg